# Федоренко, Пётр Иванович
Пётр Иванович Федоренко (1781—1852) — генерал-лейтенант (16.04.1841) русской императорской армии, герой Наполеоновских войн, русско-турецкой войны 1828-1829 годов и Польской кампании 1831 года.

## Биография
Пётр Федоренко родился в 1781 году, сын сотенного атамана малороссийских казаков. В службу вступил 21 сентября 1798 года юнкером в 5-й артиллерийский батальон генерал-лейтенанта Капцевича и в следующем году, находясь с войсками Суворова в Швейцарском походе, участвовал в сражении против французов 14 сентября у Чёртова моста.
По производстве в 1802 года в подпоручики, Федоренко 23 июня 1803 г. был переведён в 3-й артиллерийский полк, в рядах которого участвовал 20 ноября 1805 года в сражении под Аустерлицем, а в кампанию 1806—1807 гг. в битвах при Прейсиш-Эйлау, Гейльсберге и Фридланде, за что был награждён орденом Святой Анны 4-й степени, золотым крестом и золотой шпагой с надписью «За храбрость».
В 1812 году, при вторжении французов в пределы России, он находился в делах при г. Друе 29 июня и 18 и 19 июля при мызе Якубове. Участвуя на другой день в сражении при Клястицах и в преследовании неприятеля к Полоцку до реки Дриссы, Федоренко с отличием действовал 5 и 6 августа в сражении под Полоцком, где за особенно искусное действие из орудий и за личное мужество получил благодарность командовавшего корпусом, графа Витгенштейна, и был награждён орденом Святого Владимира 4-й степени с бантом. Находясь вслед за тем при штурме Полоцка и в делах при Чашниках, Старом Борисове и деревне Березы, Федоренко в последнем деле, 16 ноября, был ранен в левую ногу ружейной пулей и вынужден был оставить армию.
16 декабря 1821 года Федоренко был награждён орденом Святого Георгия 4-й степени (№ 3576 по списку Григоровича — Степанова).
29 мая 1826 года, уже в чине подполковника, он назначен командиром батарейной № 1-го роты 6-й артиллерийской бригады, а в следующем году произведён в полковники. Выступив с командуемой им 16-й артиллерийской бригадой в Турецкий поход 1828 года, Федоренко участвовал в форсированном движении русских войск в Валахию, в занятии Бухареста и при переправе через Дунай в пределы Болгарии. В том же году находился при обложении крепости Силистрии, в 1829 г. — при осаде Шумлы и происходивших там сражениях, и за отличие был пожалован орденом Святого Владимира 3-й степени, а за участие в поражении верховного визиря при Кулевче и за переход через Балканы произведён 6 апреля 1830 года в генерал-майоры.
В 1831 году Федоренко снова выступил на боевом поприще, в пределах Привислянского края, где, командуя 2-ю артиллерийской дивизией, принял деятельное участие в делах против польских мятежников. Поступив в авангард главной русской армии, он находился при преследовании поляков от с. Иганье за p. Костржин, в поисках против неприятельских отрядов через Калушин к Янову и двухдневном кровопролитном бою в окрестностях города Седлеца, за отличие в котором получил орден Святого Станислава 1-й степени. В июле того же года 2-я артиллерийская дивизия поступила в состав войск графа Крейца и 26 августа участвовала в штурме Варшавы. 18 октября 1831 г. Федоренко был удостоен ордена Святого Георгия 3-й степени (№ 449)
В воздаяние отличнаго мужества и храбрости, оказанных 25 и 26 августа 1831 года при штурме варшавских укреплений.
Последним действием Федоренко в польской кампании было участие его в блокаде крепости Модлина и в преследовании затем остатков польской армии до прусской границы.
В 1840 году он был назначен комендантом крепости Замостье, 16 апреля 1841 года был произведён в генерал-лейтенанты и, состоя вслед за тем около года комендантом Варшавской Александровской цитадели, в 1843 г. был определен на ту же должность в Новогеоргиевскую крепость. В последней должности Федоренко, награждённый в 1845 г. императорской короны к ордену Святой Анны 1-й степени, в 1850 г. орденом Святого Владимира 2-й степени и в 1852 г. орденом Белого орла, оставался до самой смерти.
Пётр Иванович Федоренко умер 18 апреля 1855 года.

## Награды
- Орден Святой Анны 4-й степени (1806)
- Золотая шпага с надписью "За храбрость" (12.04.1808)
- Орден Святого Владимира 4-й степени с бантом (04.09.1812)
- Орден Святой Анны 2-й степени (31.07.1813)
- Орден Святого Георгия 4-й степени (16.12.1821)
- Алмазные знаки к ордену Святой Анны 2-й степени (21.02.1829)
- Орден Святого Владимира 3-й степени (05.10.1829)
- Орден Святого Станислава 1-й степени (18.10.1831)
- Орден Святого Георгия 3-й степени (18.10.1831)
- Знак отличия за военное достоинство 2-й степени (1832)
- Орден Святой Анны 1-й степени (06.12.1833)
- Императорская корона к ордену Святой Анны 1-й степени (29.05.1845)
- Орден Святого Владимира 2-й степени (31.05.1850)
- Орден Белого орла (06.12.1852)